# Всадник (клипер)
«Всадник» (старое написание «Всадникъ») — деревянный парусно-винтовой клипер Балтийского флота и Сибирской военной флотилии Российского Императорского флота. Построен в Финляндии по одним чертежам с клипером «Абрек». Принял участие в исследовании Дальнего Востока. Совершил два кругосветных плавания, был в составе «Второй экспедиции русского флота к берегам Северной Америки».

## Строительство
Клипер был заказан в Финляндии в рамках закупки для нужд Дальнего Востока, сделанной контр-адмиралом И. И. Шанцом. Стоимость клипера составила 306 197 руб. Также в рамках этой закупки были приобретены корвет «Баян» за 415 717 руб., транспорт «Японец» за 445 069 руб. 74 коп. и пароход «Камчатка» за 736 776 руб.

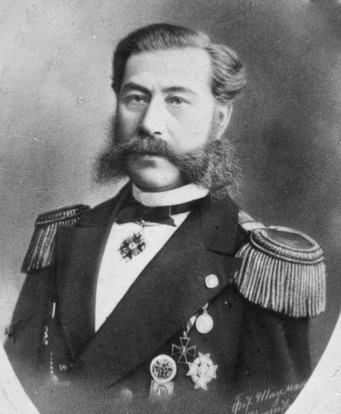
А. Ф. Можайский

Винтовой клипер «Всадник» заложили 22 июля 1859 года на верфи в Бьернеборге (ныне Пори) по проекту ККИ подпоручика Н. П. Козлова, также по данным чертежам строился клипер «Абрек». Наблюдающим за постройкой (в разных источниках — строителем) был капитан А. Н. Арцеулов. Летом 1860 года на должность командира назначен капитан-лейтенант А. Ф. Можайский. Находясь при постройке, он руководил работами по оснащению клипера, а также установке и отладке паровой машины. Клипер спущен на воду в 1 июля 1860 года. Клипер имел 193 фута длины 200 футов (между перпендикулярами), 31 фут ширины с обшивкой и 1069 тонн водоизмещения, осадка носом составляла 12 футов 2 дюйма, а кормой 13 футов 2 дюйма. Паровая машина в 300 сил была изготовлена для клипера на Бьернеборгском механическом заводе и стоила 143 234 рубля. Клипер также был снабжён двумя даутоновскими помпами. По завершении ходовых испытаний в 1861 году, «Всадник» перешёл из Финляндии в Кронштадт. 26 марта 1862 года по приказу Его императорского величества командиром клипера «Всадник» назначен капитан-лейтенант Михаил Бирилёв 2-й, а А. Ф. Можайский отправлен в отпуск. «Всадник» вступил в строй 28 сентября 1862 года.
В 1871 году генерал-адмирал выдал задание в Морской технический комитет (МТК) «проектировать чертежи винтового неброненосного клипера для океанского крейсерства, придерживаясь типа клиперов „Абрек“ и „Всадник“».

### Вооружение
Первоначальное вооружение клипера составляли три бомбические гладкоствольные трёхпудовые пушки на погонах, сделанные в Петрозаводске на Александровском заводе, весом 5 тонн каждая (60-фунтовые пушки №1) и два полупудовых дульнозарядных единорога. К осени 1864 года единороги были заменены на 8-фунтовые нарезные орудия. Осенью 1868 года клипер был перевооружён на три (в разных источниках — четыре) 6,3-дюймовые нарезные пушки образца 1867 года Обуховского сталелитейного завода (боекомплект на одну пушку: 24 стальные и 175 чугунных бомб), 8-фунтовые орудия оставили без изменения. В период 1876 по 1880 год перевооружён на три 6-дюймовых нарезных орудия образца 1867 года.

## Служба

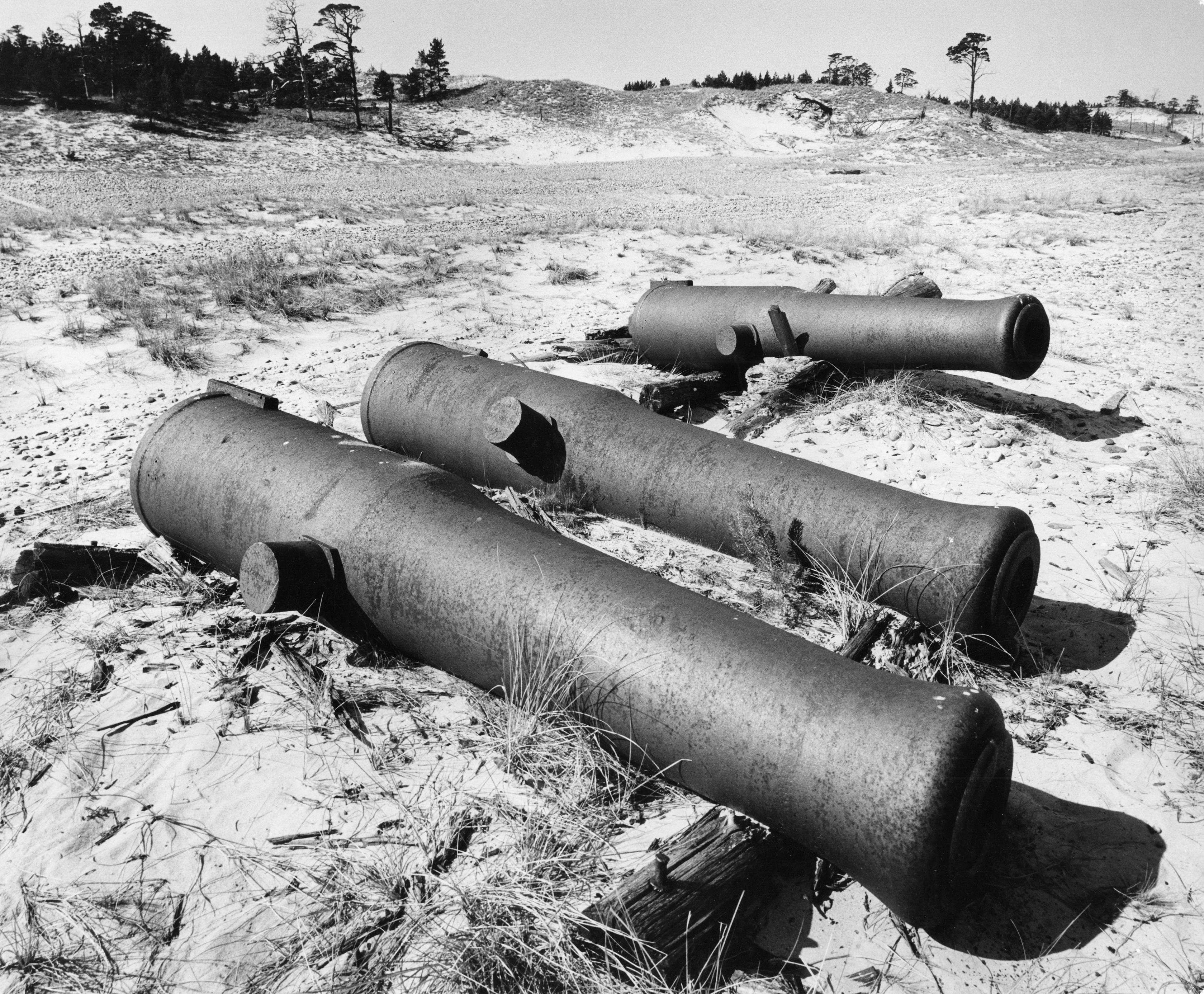
Орудия оставленные на берегу, фото 1960-х годов

Утром 11 августа 1864 года отряд кораблей в составе лодки «Соболь» — флаг начальника эскадры броненосных судов контр-адмирала Лихачёва, лодка «Горностай» и клипер «Всадник» под командованием капитан-лейтенанта Бирилева вышли с ревельского рейда для прохождения морских испытаний. Вскоре «Горностаю» пришлось вернуться в Ревель. «Соболь» и «Всадник» под парусами направились к выходу из Финского залива. В ночь с 12 на 13 августа, с ухудшением погоды «Соболь» скрылся из виду, и командир начал готовить клипер к шторму и переходу под пары. Немногим позже был замечен свет, принятый за марсовый огонь головной лодки и в это же время рассмотрена береговая линия в непосредственной близости. Брошенные правый и левый якоря зацепились за подушки и не отдались, и корабль сотрясли удары корпуса о грунт. Корабль наскочил на камни около острова Готска-Сандён. Для предотвращения опрокидывания и облегчения клипера, команда срубила мачты и приступила к выкачиванию поступающей воды. Поданные сигналы ракетами, с «Соболя» были приняты за ошибку, и лодка продолжила своё плавание. Утром были обнаружены отсутствующими лейтенант Гладкий 2-й и семь человек нижних чинов. Расследовать отсутствие людей, как и их возможную гибель было поручено старшему офицеру клипера лейтенанту Ф. Ф. Повалишину. Для установки связи с берегом был построен и отправлен плот с артиллерийским кондуктором Александровым и двумя людьми нижних чинов, но его отнесло и выбросило на берег, спаслись оба матроса. Следующей попыткой на берег была отправлена двойка с тремя охотниками из нижних чинов, но они упустили конец. В третью попытку отправился старший офицер лейтенант Повалишин на вельботе № 2, в помощь он взял лейтенанта Леймана и мичмана Румбовича. Им удалось удачно протянуть перлинь между берегом и клипером, и с помощью капитанского вельбота под управлением мичмана Семичева и нескольких гребцов устроить переправу. В первый рейс отправились доктор, фельдшер и двое больных, но вельбот опрокинуло, при этом погибли мичман Семичев, доктор Добров и 4 человека нижних чинов. Поданные сигналы были замечены служащими маяка и пять человек пришли на помощь — для безопасного своза людей на берег помогли изготовить беседку с оттяжками на берег и на клипер. К 18 часам почти вся команда была на берегу. Всего за время крушения и устройства переправы погибли: лейтенант Василий Александрович Гладкий 2-й, мичман Семичев, артиллерийский кондуктор Александров, младший врач 6-го флотского экипажа коллежский асессор доктор Михаил Филиппович Добров и 11 человек нижних чинов. Были найдены и захоронены тела мичмана Семичева, кондуктора Александрова, доктора Доброва и 4 человек нижних чинов. Для расположения команды начальник маяка выделил казённый дом с печами, в 2½ верстах от места крушения клипера. 16 августа русскому консулу в Висбю была отправлена соответствующая записка. 18 августа из Фаре-Зунда на зафрахтованном частном пароходе в 60 сил прибыл агент русского консула Лимевальком. На следующий день прибыл консул Штаре, и после осмотра клипера было принято решение эвакуировать какое возможно имущество и команду. На клипере же оставить командира, двух офицеров и 20 нижних чинов. 22 августа подошли корабли отряда капитана 1-го ранга И. Н. Изыльметьева — клипера «Яхонт», «Изумруд», 28 августа прибыл клипер «Жемчуг», 30 числа подошёл фрегат «Светлана», а за ним фрегат «Громобой». 1 сентября «Всадник» был снят с мели силами двух клиперов и фрегата, и 3 сентября под буксиром «Жемчуга» приведён в Кронштадт. 19 сентября была созвана комиссия № 8 для разбирательств по данному делу. После рассмотрения всех обстоятельств, Его Высочество пожелал для всех лиц оставить без дальнейших последствий, а понесённые убытки принять за счёт казны, однако дело о гибели 15 человек команды, согласно 285 ст. морского устава, отнести к вине командира клипера капитан-лейтенанта Бирилева и представить судебному рассмотрению на морской Генерал-аудиториат. Назначенная комиссия рассмотрев все обстоятельства дела пришла к выводу, что абсолютная вина со стороны командира клипера отсутствует.
Летом 1866 года было принято решение отправить на Тихий океан корвет «Гридень», клипер «Всадник» и винтовую лодку «Горностай». Переход кораблей подразумевался в раздельном плавании. 11 августа из Кронштадта вышел «Всадник» под командованием капитан-лейтенанта Д. В. Михайлова, 12 августа вышел «Горностай» под командованием лейтенанта графа К. Ф. Литке, а 14 августа «Гридень» под командованием капитан-лейтенанта Конаржевского. Вечером следующего дня «Всадник» стал на Ревельском рейде, а на следующие сутки взял курс на Копенгаген. С 23 по 25 августа переход к Арендалу, с 27 августа по 1 августа переход до Грейвзенда. В Англии на клипер погрузили уголь и снабжение, а также были приняты бомбы и порох. 25 числа клипер отправился к Бресту. В Бресте командир «Всадника» получил телеграмму с приказанием срочного возвращения в Кронштадт. Также соответствующую телеграмму получил командир «Гридня», только «Горностай» продолжил переход. В Кронштадт клипер прибыл 22 октября. 
С 28 мая по 30 августа 1867 года «Всадник» под командованием капитан-лейтенанта Д. В. Михайлова находился в Балтийском море.

### Первое плавание на Дальний Восток
К осени 1868 года клипер перевооружили, и 28 сентября «Всадник» под командованием капитан-лейтенанта А. П. Новосильского ушёл на Дальний Восток. Для проведения гидрографических работ на Тихом океане на клипер был командирован гардемарин М. Л. Онацевич. На переходе, клипер 3 октября зашёл на копенгагенский рейд. Во время стоянки, торговый бриг Janet под английским флагом наскочил на гакаборт клипера и повредил шлюп-балку шлюпки-двойки и поломал сетку. Английский капитан был признан виновным и с него взыскали 6 фунтов стерлингов ущерба. 6 октября «Всадник» оставил рейд и отправился к Христианзанду. Дальнейший переход вдоль берегов Англии сопровождался штормом, во время которого сорвало вельбот и он разбил разборный борт второго орудия и сам разбился, сломались правый блинда-гафель, мартин-гик и утлегарь, потерян утлегарьный такелаж. В Грейвзенд клипер прибыл 19 октября под проводкой местного лоцмана. По прибытии, на клипере начались ремонтные работы которые окончились к 31 числу, и в этот же день «Всадник» вышел из Темзы. Двигаясь вдоль английского побережья, 1 ноября «Всадник» зашёл в Дартмут для пополнения запаса угля. С 4 по 25 ноября клипер шёл в полосе постоянных штормов. Прибыв Порто-Гранде на острове Сан-Висенти, почти все нижние чины были свезены на берег для поправки здоровья, на клипере остались только все офицеры и 30 матросов. 7 декабря, находясь в Порто-Гранде, лейтенант Истомин, мичмана Чириков и Десятов организовали спасение команды и пассажиров с прусского парохода Bismark, в который, заходя на рейд, врезалось английское торговое судно.

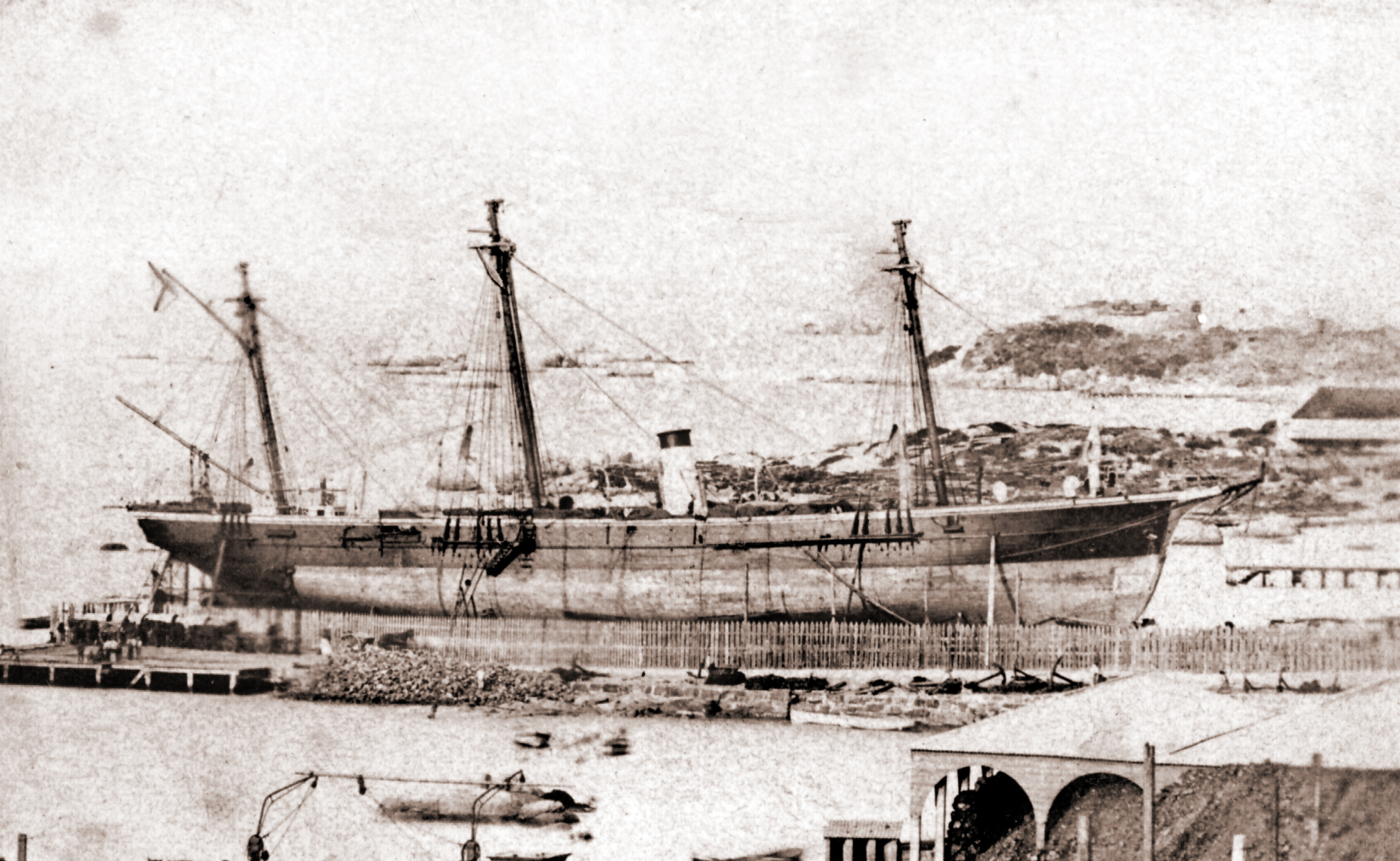
Клипер «Всадник» во время ремонта

18 января 1869 года «Всадник» оставил остров и взял курс к бразильскому берегу. Утром 10 февраля клипер пришёл на рейд Рио-де-Жанейро, где встретил фрегат «Дмитрий Донской». Пробыв 9 полных суток в бразильском порту, 20 февраля клипер снялся с якоря и 19 марта обогнул мыс Доброй Надежды и зашёл на рейд Саймонс-тауна. Во время этого перехода, 5 марта в корпусе открылась течь. В Саймонс-тауне командир клипера обратился к английскому коммодору Рандольфу для создания комиссии по обследованию течи. 31 марта клипер был поставлен в эллинг порта. После ремонта, 18 апреля клипер был спущен на воду. К 9 мая все приготовления к дальнейшему переходу были окончены, и 12 мая «Всадник» покинул рейд. С 20 по 22 июня пребывание на острове Ява. 26 июня «Всадник» под буксиром коммерческого парохода зашёл на Сингапурский рейд по причине нерабочий машины так как накануне в машинном отделении случился пожар. К 14 июля восстановительные работы были завершены — была сделана новая дымовая камера и обновлён фундамент под машиной, и клипер отправился в Шанхай. Со 2 по 18 августа переход до Хакодате. С 1 по 8 сентября переход до русского поста Косунай. 9 сентября «Всадник» прибыл к Де-Кастри, где поступил в распоряжение командира Сибирской флотилии.
Весной 1870 года «Всадник» поступил во временное распоряжение начальника Сахалинского отряда Ф. М. Депрерадовича. 28 апреля клипер подошёл к Корсаковскому посту (ныне Корсаков) и по распоряжению начальника Сахалинского отряда был срочно отправлен в бухту Буссе взять снабжение в Муравьёвском посту и доставить в Найбучи (ныне Стародубское), как в поселениях долины Такоэ сложилось абсолютно тяжёлое положение с продовольствием. 8 мая клипер пришёл в бухту Буссе, где К. С. Старицкий со шхуны «Восток» проводил гидрографические работы. По распоряжению Ф. М. Депрерадовича, «Восток» был отправлен на западное побережье Сахалина в залив Невельского для устройства военного поста Маука (ныне Холмск), для чего в течение всего вечера и ночи с клипера на шхуну перегрузили уголь. Одновременно снабжение с поста грузили на «Всадник». Также были погружены семена и сельскохозяйственный инвентарь и прочие вещи. После передачи на «Восток» полутора тысяч пудов угля, «Всаднику» осталось топлива на пять суток хода под парами. 11 мая клипер ушёл в Найбучи, а 12 мая покинул бухту «Восток». С 1 июля 1870 года лейтенант К. С. Старицкий назначен на «Всадник» для проведения гидрографических работ в Тихом океане и Японском море. На клипере он занял должность старшего штурманского офицера. «Всадник» вернулся в Кронштадт 9 августа 1871 года.
За время плавания на клипере «Всадник», М. Л. Онацевич произвёл съёмку береговой черты и промер внутренней гавани порта Хакодате и залива Анива, осуществил мензульную съемку береговой черты Корсаковского поста, установил хронометрическую связь между островами Японского архипелага и Сахалином, делал астрономические наблюдения. Результаты этих работ Михаил Люцианович изложил в журнале «Морской сборник» за 1872 год: в номере 1 — «Астрономические наблюдения в море, произведенные во время плавания клипера „Всадник“ 1869—1871 гг.», в номере 3 — «Звездные наблюдения, произведенные на клипере „Всадник“ в 1869—1871 гг.» и в номере 7 — «Еще несколько слов о наблюдениях на море».

### Второе плавание на Дальний Восток
С 1873 года второе плавание на Дальний Восток России под командованием капитан-лейтенанта А. П. Новосильского. В 1875/6 году А. П. Новосильский произведён в чин капитана 2-го ранга.
31 мая 1875 года «Всадник» оставил Владивосток и отправился в Хакодате. Корвет «Аскольд» и клипер «Гайдамак» также направились туда. К 6 июня корабли собрались в японском порту, погрузив уголь, 7 июня «Аскольд» с канцлером А. М. Горчаковым на борту и «Всадник» ушли в Йокогаму, а «Гайдамак» был отправлен в Петропавловский порт. 2 июля из Йокогамы корабли ушли в Кобэ, а оттуда, 6 июля, «Всадник» получил приказание вернутся в Йокогаму и ожидать «Гайдамак» с комиссией по обмену японской части Сахалина на несколько русских островов Курильской гряды, и с её прибытием поступить в их распоряжение. 27 июля на «Всаднике» был дан обед в честь её Величества государыни императрицы Марии Александровны, куда были приглашены члены российского посольства, представители японской власти и командиры всех иностранных судов, бывших в тот день на рейде кораблей. 6 августа А. П. Новосильский получил приглашение на празднование дня рождения австрийского императора от капитана корвета «Эрцгерцог Фридрих», вечером этого же был представлен императору Японии Мэйдзи. 16 августа «Всадник» оставил Йокогаму ушёл на Сахалин с частью комиссии, в составе чиновника IV класса Хассебэ, канцлера А. М. Горчакова, консула А. Э. Оларовского, полковника Я. Ф. Барабаша и двух японских переводчиков. Прибыв в залив Анива, комиссия разделалась — на борту остался полковник Я. Ф. Барабаш и чиновник Хассебэ с переводчиком. Пройдя вдоль восточного побережья острова до залива Терпения, были приняты и описаны более 40 селений и рыбалок. Формальная передача состоялась 7 сентября состоялась в селении Кусюн-Котан, недалеко от Корсаковского поста, при этом «Всадник» был празднечно расвечен и дал 21 залп. Далее клипер доставил членов японской комиссии в Хакодате, а 26 сентября пришёл в Николаевск.

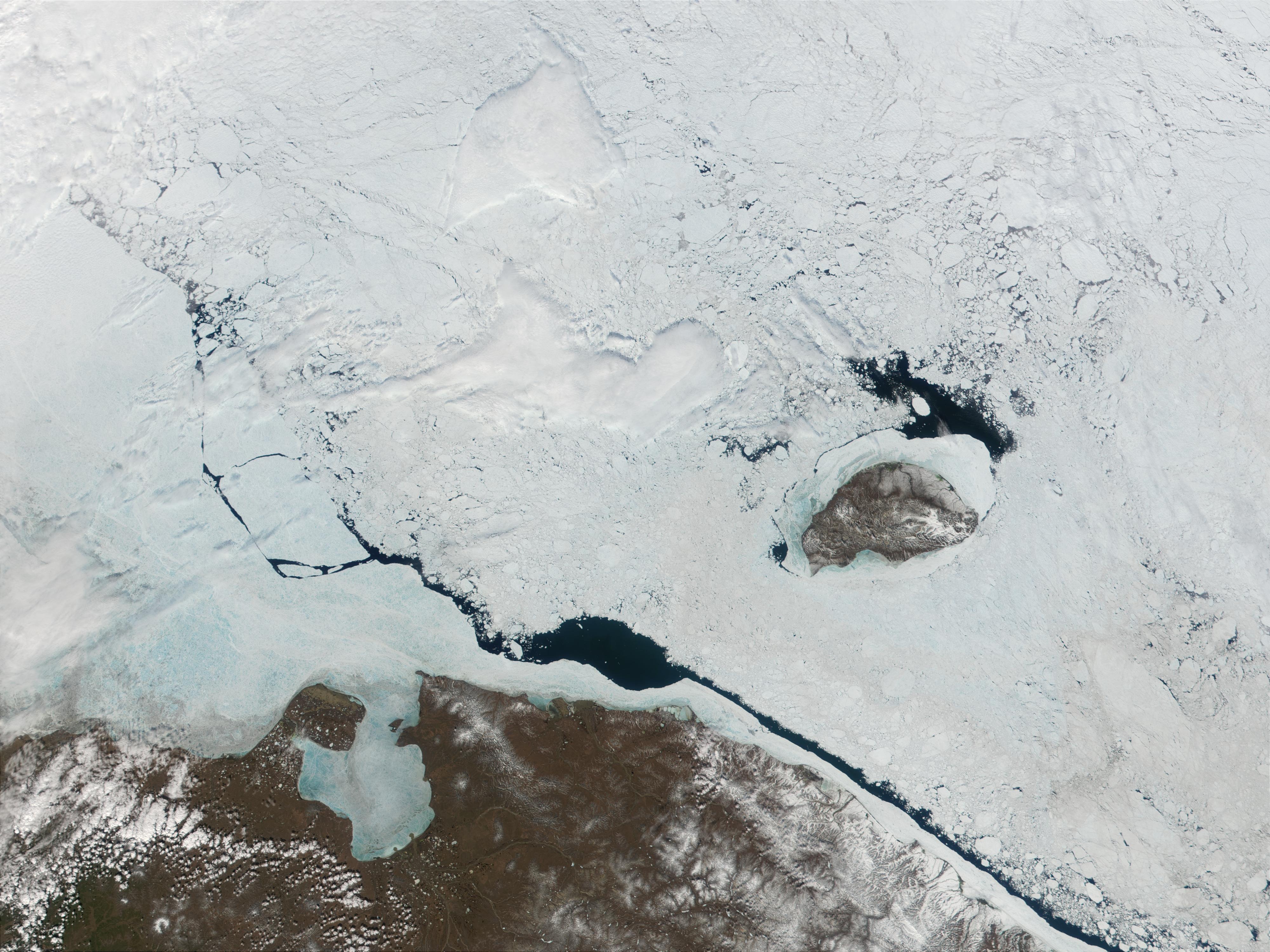
Пролив Лонга и остров Врангеля

В 1876 году лейтенант М. Л. Онацевич вновь назначен на клипер «Всадник» в должность старшего штурманского офицера и вместе с клипером отправлен к берегам Чукотки для производства гидрографических работ и астрономических наблюдений. В течение всего плавания офицеры клипера также вели морскую опись берегов, измеряли температуру воды и воздуха, скорость течений, фиксировали распространение льдов, характер и высоту приливов. В Беринговом море первым был обследован Олюторский залив. Далее в заливе Святого Креста, 5 июля «Всадник» пришёл в бухту Провидения и стал на якорь в бухте Пловер. Первую полную морскую съемку бухты Провидения сделали подпоручики корпуса флотских штурманов В. П. Максимов и А. Г. Карабанович. Затем работы были продолжены в Мичигменской губе, заливе Лаврентия и в губе Архангела Гавриила. Далее клипер пройдя Берингов пролив, где 28 июля М. Л. Онацевич определил точное положение мыса Восточный (ныне Дежнёва) перешёл в Чукотское море. Двигаясь под парусами, клипер подошёл к мысу Сердце-Камень, а 5 августа достиг Северного мыса (ныне мыс Отто Шмидта), где метеорологические и гидрологические исследования продолжились. Дойдя до 70° северной широты в проливе Лонга дальнейший путь преградили сплошные сплоченные льды. В некоторых поселениях, куда заходил клипер в ходе своей экспедиции были обнаружены следы торговли с иностранцами: ножи, ружья, различные металлические изделия, а также в юрте богатого чукчи были обнаружены два бочонка американского виски и некоторое количество табака, но иностранные суда встречены небыли. В своём отчёте А. П. Новосильский написал: «В продолжение двенадцатидневного своего крейсерства в Ледовитом океане, сделав в оба конца пути около 1000 миль, клипер одни сутки находился под парами и одиннадцать под парусами, встречая преимущественно противные ветры. Постоянно пасмурное состояние погоды, дожди и туманы препятствовали осмотру густо населенного чукчами северного берега Сибири». Итогами этой экспедиции стали: морская съёмка нескольких сот морских миль побережья; подробная съёмка бухты Провидения; рекогносцировочное обследование залив Лаврентия; коллекции минералов, растений и водорослей; заметки по океанографии этого района; астрономические наблюдения. В 1877 году на основании съёмки подпоручиков корпуса флотских штурманов В. П. Максимова и А. Г. Карабановича была составлена карта бухты Провидения. Впоследствии М. Л. Онацевич систематизировал полученные данные, и в виде отчёта представил их в Морскую академию под названием «Собрание наблюдений, произведённых во время гидрографической командировки в Восточный океан 1874—1877 гг.». Позже этот труд был издан и одобрен Конференцией Морской академии.

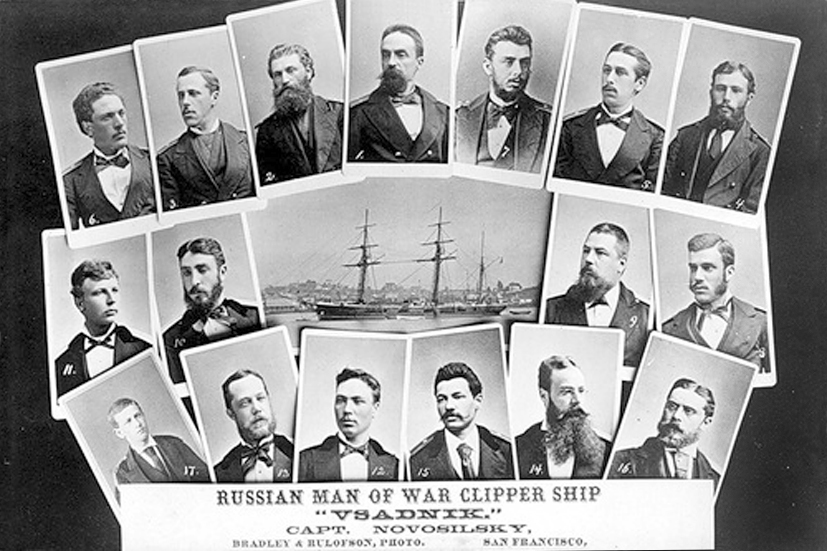
Офицеры винтового клипера «Всадник», Сан-Франциско

В 1876 году была предпринята «Вторая американская экспедиция» под командованием начальника экспедиции контр-адмирала О. П. Пузино. В неё вошли корвет «Баян» (капитан-лейтенант Р. Р. Бойль), клипер «Всадник» (капитан 2-го рангаА. П. Новосильский), клипер «Абрек», канонерская лодка «Горностай» (капитан-лейтенант В. А. Терентьев), транспорт «Японец» (капитан-лейтенант А. А. Остолопов), шхуна «Тунгус» (капитан-лейтенант В. Ф. Ивашинцов) и шхуна «Ермак» (лейтенант Б. К. Де Ливрон). В случае начала войны эскадра должна была перейти от Сан-Франциско к Ванкуверу, попутно уничтожая встретившиеся корабли и суда противника, и начать обстрел города. После чего должна была отправиться к Австралии и крейсировать у её берегов. Но после того как отношения между Руссией и Британией стали улучшаться, то 30 апреля последовало распоряжение эскадре — покинуть американские воды и вернуться к обычному несению службы. По пути во Владивосток «Всадник», «Баян» и «Абрек» зашли в Гонолулу, 20 мая вышли оттуда, и 1 июля 1877 года прибыли к месту назначения. В России корвет «Баян» (флагманский), клиперы «Всадник», «Абрек» и «Гайдамак» были включены в состав крейсерского отряда контр-адмирала О. Р. Штакельберга.
27 ноября 1877 года клипера «Всадник» и «Абрек» подошли к месту крушения шхуны «Алеут», которая на пути из Николаевска (ныне Николаевск-на-Амуре) во Владивосток попала в сильнейший шторм, и 7 ноября была выброшена на рифы у селения Сетанай. По прибытии с кораблей были отправлены по два вёсельных катера и по одному вельботу на берег для снятия команды шхуны. 3 декабря усилившимся штормом был разбит о камни катер с «Абрека», и было принято решение клиперам уйти в Россию, а оставшейся на берегу команде шхуны ждать следующего корабля. Спасательная операция завершилась в апреле 1878 года, когда российский военный транспорт «Ермак» забрал оставшихся моряков.
В 1878 году Андрей Павлович произведён в чин капитана 1-го ранга. Возвращаясь на Балтику, клипер зашёл на рейд порта Пинанг острова Суматра. 4 декабря 1878 года А. П. Новосильский принял представителей султаната Аче. С. А. Антони передал ходатайство ачинцев перед Его императорским величеством о принятии их в подданство Российской империи. Следуя далее по пути в Кронштадт, клипер зашёл в Неаполь, где Андрей Павлович получил от самого султана всеподданнейшее прошение о вхождении его страны в состав Российской империи. Прибыв в Россию, Андрей Павлович передал бумаги в министерство иностранных дел. После рассмотрения данного прошения, оно было отвергнуто, и А. П. Новосильскому пришлось отправить соответствующий ответ в султанат. 
После возвращения на Балтику, 22 августа 1880 года «Всадник» был сдан к Кронштадтскому порту, а 7 ноября 1881 года исключён из списков судов флота и продан на слом.

## Известные люди, служившие на корабле

### Командиры
- ??.??.18??—??.??.18?? лейтенант (с 08.09.1859 капитан-лейтенант) Розенберг 1-й
- ??.??.18??—30.05.1860[28] капитан-лейтенант Савич 2-й
- 06.06.1860—26.03.1862 капитан-лейтенант Можайский, Александр Фёдорович[29]
- 26.03.1862—??.??.186? капитан-лейтенант Бирилёв, Михаил Алексеевич
- 29.03.1865—??.??.1871 капитан-лейтенант Михайлов, Дмитрий Васильевич
- 17.01.1872—??.??.1879 капитан-лейтенант, позже капитан 2-го ранга, с 1878 года капитан 1-го ранга Новосильский, Андрей Павлович
- хх.хх.хххх—05.05.1880 капитан-лейтенант Ивашинцов, Василий Фёдорович
- 19.05.1880—??.??.188? капитан-лейтенант, позже капитан 2-го ранга Григораш, Иван Матвеевич

### Старшие офицеры
- 21.04.1862[30]—??.??.186? лейтенант Ф. Ф. Повалишин
- ??.??.1871—??.??.187? лейтенант Старицкий Константин Степанович
- ??.??.187?—??.??.187? лейтенант Баптизманский Александр
- ??.??.187?—??.??.187? Ревизор — лейтенант Коландс Георгий

### Корпуса флотских штурманов (КФШ)
Старшие штурманские офицеры
- ??.??.186?—??.??.186? штабс-капитан Ёлкин
- 01.07.1870—??.??.1871 лейтенант Старицкий Константин Степанович
- ??.??.1876—??.??.1876 лейтенант Онацевич Михаил Люцианович
- ??.??.187?—??.??.187? прапорщик Якубовский Болеслав
- ??.??.187?—??.??.187? прапорщик Карабанович Антон
- ??.??.187?—??.??.187? прапорщик Попов Фёдор

Штурмана
- ??.??.186?—??.??.186? Воронин
- ??.??.1868—??.??.1871 гардемарин, позже мичман Онацевич Михаил Люцианович
- ??.??.1868—??.??.1871 подпрапорщик, с 1870 года прапорщик Юргенс Николай Данилович
- ??.??.1876—??.??.1876 подпоручик Максимов Вениамин Петрович
- ??.??.1876—??.??.1876 подпоручик Карабанович Антон Гасперович

### Другие должности
- 28.05.1867—30.08.1867 топограф лейтенант Бережных Георгий Александрович
- ??.??.1868—??.??.1869 гардемарин Витгефт Вильгельм Карлович
- ??.??.1868—??.??.1871 лейтенант Зубов Николай Николаевич во время плавания был разжалован в рядовые, а по возвращении на Балтику в 1871 году назначен в Аральскую флотилию.
- 31.03.1873—08.04.1878 артиллерийский офицер гардемарин (с 30 августа 1873 года мичман, с 1 января 1878 года лейтенант) Греве Николай Романович
- ??.??.1874—??.??.1879 мичман Скаловский Александр Николаевич
- 08.04.1878—10.09.1878 командир роты лейтенант Греве Николай Романович
- ??.??.187?—??.??.187? вахтенный начальник мичман Васильев Владимир
- ??.??.187?—??.??.187? вахтенный начальник мичман Молас Михаил
- ??.??.187?—??.??.187? вахтенный начальник мичман Скаловский Александр
- ??.??.187?—??.??.187? вахтенный начальник мичман Коландс Митрофан
- ??.??.187?—??.??.187? старший механик поручик КИМФ Иванов 8-й Павел
- ??.??.187?—??.??.187? старший штурман подпоручик КФШ Максимов Вениамин
- ??.??.187?—??.??.187? старший артиллерийский офицер прапорщик КМА Иванов 11-й Константин
- ??.??.187?—??.??.187? младший механик прапорщик КИМФ Просинский Алоизий
- ??.??.187?—??.??.187? гардемарин Бутаков Фёдор
- ??.??.187?—??.??.187? судовой врач надворный советник Либориус Павел (в 1876 году флагманский доктор)
- 12.09.1880—05.12.1880 командир роты мичман Смирнов Владимир Васильевич

## Память
- Бухта Всадник (Берингово море, Анадырский залив — была обследована экипажем клипера в 1876 году) — названа в честь клипера в 1881 году командой клипера «Стрелок»[31].

- К 2005 году по инициативе посольства Российской Федерации в Швеции были восстановлены имена членов команды клипера погибших у острова Готска-Сандён, а также изготовлены и закреплены памятные таблички на русском и шведском языках на месте их захоронения. 18 мая 2005 настоятель Сергиевского прихода в Стокгольме священник Владимир Александров совершил панихиду на могиле моряков. Также, недалеко от захоронения, на острове находятся несколько орудий клипера. Сам остров располагается в особо охраняемой природной зоне Балтики и доступ на него ограничен. Координаты: 58°21’5"N 19°17’51"E
- Клипер «Всадник» упомянут в произведении А. П. Чехова «Остров Сахалин» (глава XII).